# نانسي هارت
كانت نانسي مورغان هارت (من مواليد عام 1735 تقريبًا، وتوفيت عام 1830) بطلة متمردة في حرب الاستقلال الأمريكية اشتهرت بمآثرها البطولية ضد الموالي في المناطق المعزولة من شمال شرق ولاية جورجيا الأمريكية. تُوصف هارت بأنها امرأة قاسية وواسعة الحيلة تمكنت من التغلب على الجنود المحافظين عشرات المرات، وقتلت بعضهم في لحظات. غالبًا ما تكون القصص التي تروى عن هارت غير مدعومة بالوثائق المعاصرة، ومن الصعب على الباحثين في التاريخ اليوم، إن لم يكن من المستحيل، التمييز بين الحقيقي من تلك القصص والفلكلور.

## أولى سنوات حياتها
مع أن معظم تفاصيل حياة نانسي آن مورغان هارت غير معروفة، فيُعتقد أنها وُلدت في ولاية كارولاينا الشمالية حوالي عام 1735، في وادي نهر يادكين (يعتقد بعض المؤرخون أنها ولدت في ولاية بنسلفانيا أو ولاية نيويورك). تزوجت نانسي ابنَ تلك المنطقة، بنيامين هارت. تحوي عائلة بنيامين العديد من الشخصيات السياسية البارزة، كالسيناتور عن ولاية ميزوري، توماس هارت بنتون، والسيناتور عن ولاية كنتاكي، هنري كلاي.
في بداية سبعينيات القرن الثامن عشر، غادرت نانسي مع زوجها وعائلتها، كارولاينا الشمالية وهاجرت إلى ولاية جورجيا، واستقرت في وادي نهر برود شديد الخصوبة في أقصى الشمال الشرقي لمنطقة بيدمونت. اعتمدت هارت في مسكنها الجديد على العديد من مهاراتها الكشافية، بما في ذلك العلاج بالأعشاب، والصيد، والرماية.
من خلال روابطها الأسرية، كانت هارت على اتصال جيد ببعض الشخصيات البارزة في التاريخ الأمريكي المبكر، فكانت ابنة عم دانيال مورغان، أحد جنرالات حرب الاستقلال الأمريكية الذي قاد القوات الأمريكية المنتصر في معركة كاوبينز في كارولاينا الجنوبية في 17 يناير 1781.
بحسب الروايات المعاصرة، كانت «العمة نانسي»، كما كان يُطلق عليها في الكثير من الأحيان، امرأة طويلة نحيلة بارزة العظام وخشنة الطباع، وكان شعرها أحمر ووجهها مليء بآثار الجروح الناجمة عن إصابتها بمرض الجدري. يصف أحد كتب التاريخ هارت بأنها «بعيدة كل البعد عن الجمال، وهي حقيقة كانت لتعترف بها بنفسها لو أُتحيت لها فرصة النظر في المرآة».
يقال بأن هارت كانت تتمتع بسلوك مشاكس ومتهور وبروح شجاعة ميالة للانتقام من أولئك الذين أساؤوا لها وأضروا بعائلتها وبأصدقائها. يذكر الكثير من المؤرخين بأن نانسي هارت هي من كانت تدير منزل العائلة وليس زوجها. أنجبت نانسي من زوجها ستة أبناء وبنتان. مع أن نانسي كانت أمية، لكنها كانت تمتلك المهارات والمعارف اللازمة للنجاة في البرية، فكانت خبيرة في العلاج بالأعشاب، وصيادةً ورامية ماهرة.

## شهادات حرب الاستقلال الأمريكية
وفقًا لإحدى الشهادات، مرت، خلال حرب الاستقلال الأمريكية، مجموعة من خمسة أو ستة جنود تابعين لحزب المحافظين بالقرب من منزل هارت بحثًا عن طعام أو عن أحد المقاتلين الثوريين (تختلف الروايات). طلب الجنود من نانسي هارت إعداد وجبة ديك رومي لهم، فوافقت هارت على الطلب. بعد دخولهم الكوخ، وضع الجنود بنادقهم بالقرب من الباب، وجلسوا على الطاولة لتناول الطعام وشرب الكحول. أثناء ذلك، دفعت هارت ببنادقهم خارج الكوخ من خلال ثقب في أحد الجدران. بعد أن شرب الجنود كميات من الكحول، أمسكت هارت أحد الأسلحة التي بقيت في المنزل، وأمرت الجنود بالبقاء دون حراك، تجاهل أحدهم تهديدها فأطلقت النار عليه مباشرة وقتلته، فما كان من أحد الجنود الآخرين إلا أن تقدم نحو سلاحه، فلم تتردد بقتله أيضًا. احتجزت هارت بقية الجنود المحافظين حتى وصل زوجها وجيرانها. وبحسب الرواية، أراد زوجها إطلاق النار على الجنود وقتلهم مباشرة، إلا أنّها اقترحت شنقهم. وافق الزوج على اقتراح هارت، وأقدما معًا على إعدام الجنود المحافظين على خشبات إحدى الأشجار القريبة من المنزل.